# Henryk Król (ekonomista)
Henryk Król  (ur. 16 czerwca 1932 w Korytnicy, zm. 11 lipca 2014) – ekonomista, prof. dr hab., wykładowca akademicki, członek PZPR, pracownik naukowy Wyższej Szkoły Nauk Społecznych przy KC PZPR w latach 1956–1969.

## Życiorys
W 1962 uzyskał stopień doktora na Wydziale Ekonomicznym w Wyższej Szkole Nauk Społecznych przy KC PZPR w Warszawie. W 1968 uzyskał habilitację, a 1989 tytuł profesora w zakresie nauk ekonomicznych. Następnie był związany z Wyższą Szkołą Finansów i Zarządzania w Warszawie, gdzie pełnił funkcję prorektora oraz z Akademią Leona Koźmińskiego w Warszawie.
Swoje zainteresowania koncentrował na transformacji pracy, funkcji personalnej przedsiębiorstw, uwarunkowaniach zewnętrznych, wewnętrznych i podstawach koncepcji zarządzania zasobami ludzkimi, roli szkoleń oraz systemów motywacyjnych w organizacji.

## Wybrane publikacje
- H. Król, Istota rozwoju kapitału ludzkiego organizacji, [w:] Zarządzanie zasobami ludzkimi. Tworzenie kapitału ludzkiego organizacji, Warszawa 2007
- Ewolucja zarządzania organizacjami. Doświadczenie i przyszłość. Materiały na Międzynarodową Konferencję, red. H. Król, Warszawa 2005
- Najlepsze praktyki zarządzania ludźmi w małych i średnich przedsiębiorstwach, red. H. Król, A. Ludwiczyński, Warszawa 2004
- Zarządzanie zasobami ludzkimi. Materiały do ćwiczeń, red. H. Król, Warszawa 2004

## Odznaczenie
- Krzyż Komandorski Orderu Odrodzenia Polski (2003)[5]